# جيمس إل. بيتس
جيمس إل. بيتس (بالإنجليزية: James L. Bates)‏ هو ضابط أمريكي، ولد في 11 أغسطس 1820 في ويماوث في الولايات المتحدة، وتوفي بنفس المكان في 11 نوفمبر 1875.